# Шахтоуправління «Донбас»
ДВАТ Шахтоуправління «Донбас». Входить до Державної холдингової компанії «Донвугілля».

## Історія
Здано в експлуатацію у 1966 р.(введена в експлуатацію 19 листопада 1966). Первинна назва Шахтоуправління «Донбас» — «Шахта імені газети „Соціалістичний Донбас“». Центр ш/у — у Будьонівському районі м. Донецька.
У 1981 році керівник шахти Баранов Юрій Іванович наполіг на тому, щоб до його передової шахти імені газети «Соціалістичний Донбас» приєднали відстаючу за всіма показниками шахту «Заперевальна № 1». Підприємство одержало назву "Шахтоуправління імені газети «Соціалістичний Донбас». У 1984 році додався ще один аутсайдер — шахта «Глибока». Потім — «Заперевальна № 2».
З 1986 року підприємство було у складі об'єднання «Донецьквугілля» як шахта «Мушкетівська-Заперевальна». У 1991 році переіменовано у «Шахтоуправління Донбас».
В різний час до складу шахтоуправління входили шахти «Заперевальна-1», «Заперевальна-2», «Глибока».
У рамках державної програми реструктуризації вугільної промисловості у 2001 р. до товариства приєднано ділянку «Щегловська-Глибока» шахти ім. Поченкова. Згідно з наказом Міністерства палива та енергетики № 547 від 18.09.2002 р. відбулась реорганізація ДВАТ "Шахтоуправління «Донбас» шляхом виділення з його складу структурної одиниці шахта «Заперевальна-2» та створення на її базі Державного підприємства Шахта «Заперевальна-2». Згідно з наказом Міністерства палива та енергетики № 426 від 04.08.2006 р. із складу Шахтоуправління Донбас була виділена «Шахта Глибока».
У 2004 році взято на відновлення шахту «Комунарська № 22», яка входила в передане під закриття ш / у «Зуївський» (ДП «Шахтарськантрацит»).
Нині Шахтоуправління «Донбас» — самостійне державне підприємство, 100 % акцій АТ перебувають у державній власності. Управління підприємством здійснює Міненерговугілля. Включає шахти «Щегловська-Глибока» і «Комунарська № 22».

## Загальні дані
Проектна потужність 750 тис.т вугілля на рік.
Фактичний видобуток 2854/2827 т/добу (1990/1999). У 2003 р. видобуто 1031 тис. т вугілля. Виробнича потужність в 2009 році склала 1,1 млн тонн вугілля на рік.
Максимальна глибина 1266 м (1999).
Протяжність підземних виробок 65,51/80,67 км (1990/1999).
У 2001 р. відпрацьовувала пласт h8 потужністю 0,68-0,74 м з кутом падіння 3-26°.
Основний виїмковий механізм — струги УСТ-2 м в комплексі з конвеєром УСТК.
Максимальна глибина робіт 1266 м (1999).
Кількість очисних вибоїв 10/4 (1990/1999), підготовчих 25/4 (1990/1999).
Кількість працівників: 5745/2232 осіб, в тому числі підземних 4021/1695 осіб (1990/1999).
Надалі передбачається розширення шахтного поля за рахунок приєднання частини шахтного поля ш. «Щеглівська глибока».
Адреса: 83059, м. Донецьк.